# Kotapounga
Kotapounga (teilweise auch Kotopounga) ist ein Arrondissement im Departement Atakora in Benin. Es ist eine Verwaltungseinheit, die der Gerichtsbarkeit der Kommune Natitingou untersteht. Gemäß der Volkszählung von 2013 hatte Kotapounga 17.420 Einwohner, davon waren 8655 männlich und 8765 weiblich.

## Geographie
Das Arrondissement liegt im Nordwesten des Landes und innerhalb des Departements Atakora in dessen südlicher Hälfte.
Kotapounga setzt sich aus 14 Dörfern zusammen:
1. Bangrétamou
2. Dokondé
3. Fayouré
4. Kampouya
5. Kota-Monnongou
6. Kotapounga
7. Onsikoto
8. Pouya
9. Souroukou
10. Tampèdèma
11. Tchantangou
12. Wètipounga
13. Yakpangoutingou
14. Yarikou